# Sieso de Huesca
Sieso de Huesca (en aragonés Sieso de Uesca) es una localidad de la comarca Hoya de Huesca que pertenece al municipio de Casbas de Huesca en la provincia de Huesca. Está situada en una fértil llanura de la sierra de Guara, a 25 km al Noreste de Huesca y tiene acceso desde la carretera N-240 por la carretera A-1228.

## Historia
- En marzo de 1099 el rey Pedro I de Aragón dio al monasterio de Montearagón la iglesia de "Siso" (UBIETO ARTETA, Colección diplomática de Pedro I, n.º 62,p.298)
- En noviembre de 1188 el rey Alfonso II de Aragón dio Sieso a la abadesa de Casbas (SINUÉS, n.º 450)
- El 8 de abril de 1275, Inés, abadesa de Casbas y Atho de Foces, nombraron árbitros para que se establecieran los límites entre Morrano, Yaso, Castelnou y el propio Sieso.
- El 19 de agosto de 1295, el rey Jaime II de Aragón eximió al monasterio de Casbas del impuesto de monedaje y otros más en sus lugares, entre los que estaba Sieso (UBIETO ARTETA, Documentos de Casbas, nº85,p.123)
- En 1495 contaba con 21 fuegos
- El 29 de octubre de 1969 se incorpora a Casbas de Huesca[2]

## Geografía humana

### Demografía
| Gráfica de evolución demográfica de Sieso de Huesca entre 1842 y 1960 |
| |
| Población de derecho según los censos de población del INE Población de hecho según los censos de población del INEEntre el censo de 1970 y el anterior, este municipio desaparece porque se integra en el municipio 22081 (Casbas de Huesca) |

## Monumentos
- Iglesia parroquial dedicada a San Martín (románico)
- Ermita de Ntra. Sra. de los Olivares y San Blas (restaurada en 2006)